# Б-524
Б-524 «Западная Лица» (К-524, «60 лет Шефства ВЛКСМ») — советская атомная подводная лодка, головной корабль проекта 671РТМК «Щука».

## История
К-524 была заложена на стапелях Ленинградского адмиралтейского объединения 7 мая 1976 года под заводским номером 01636. 31 июля 1977 года была спущена на воду, в августе по Беломоро-Балтийскому каналу переведена в Северодвинск для прохождения испытаний, 28 декабря того же года вошла в строй.
17 февраля 1978 года включена в состав Северного флота, вошла в 33-ю дивизию подводных лодок, базировалась на Западную Лицу.
В 1980 году под командованием капитана 1-го ранга С. И. Русакова совершила боевую службу — дальний арктический поход, совмещённый с испытаниями нового всеширотного навигационного комплекса «Медведица». Всплыла на Северном полюсе.
В 1981 году вошла в состав 6-й ДиПЛ. В 1982 году совершила боевую службу в Арктике, в ходе которой проверяла возможность совершать всплытия в полыньях, образованных взрывами боевых торпед, обеспечивала ракетную стрельбу стратегической АПЛ К-92 проекта 667БД. В том же году снова передана 33-й ДиПЛ.
В 1982—1992 годах года носила почётное наименование «60 лет Шефства ВЛКСМ».
В 1984 году совершила боевую службу в Северном Ледовитом океане, сперва обеспечив межфлотский переход РПКСН К-211 проекта 667БДР, затем действуя в Чукотском море и в море Линкольна у берегов Канады.

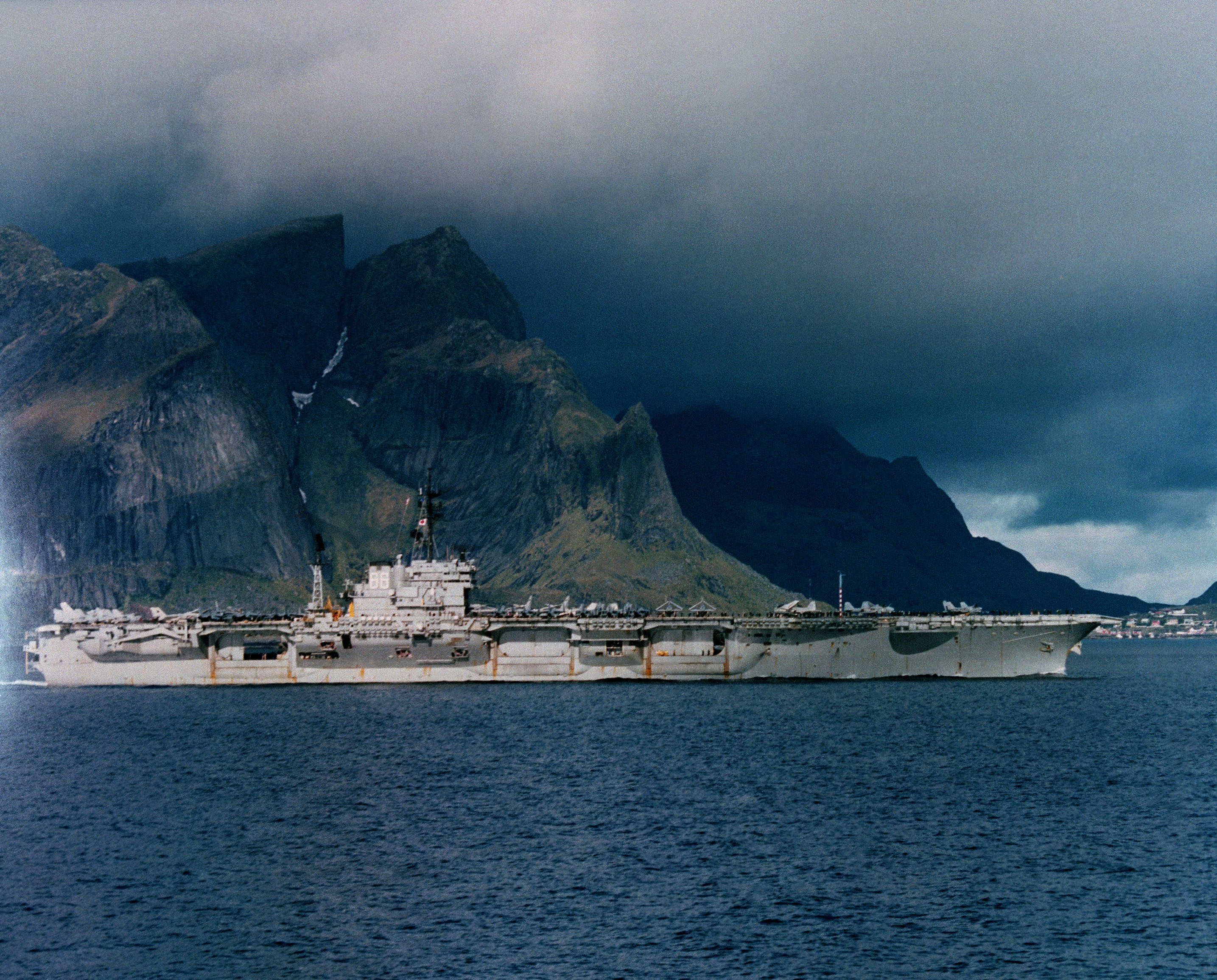
USS America в 1985 году

В августе-ноябре 1985 года совершила дальний 80-суточный поход, прошла мимо Гренландии и затем прошла через море Баффина (минуя СОСУС), где прорвала охранение авианосной ударной группы и успешно провела условную атаку на авианосец США USS America (CV-66). За этот поход командир К-524 В. В. Протопопов был удостоен звания Героя Советского Союза.
В марте-июне 1987 года в составе дивизии участвовала в знаменитой операции «Атрина».
С 1987 по 1996 год прошла капитальный ремонт на судоремонтном заводе «Нерпа», модернизирована по проекту 671РТМК. С 1992 года переименована в Б-524, с 1996 года носила почётное наименование «Западная Лица».
Последнюю боевую службу выполнила в 1997 году. В 2002 году выведена из состава флота. В 2006 году была переведена на ЦС «Звёздочка», где в 2007—2008 годах была разделана на металл.